# Marktzeuln
Marktzeuln er en købstad (Markt) i Landkreis Lichtenfels Regierungsbezirk Oberfranken i den tyske delstat Bayern. Den er administrationsby for Verwaltungsgemeinschaft Hochstadt-Marktzeuln.

## Geografi
Marktzeuln er en lille købstad i den nordlige del af Oberfranken ovenfor Rodachs udmunding mellem Kulbitzberg og Spitzberg; sammen med landsbyerne Zettlitz og Horb er der i alt 1650 indbyggere. Det er en af de smukkeste bindingsværksbyer i Franken; kunstfærdige udskæringer i klassiske træbygninger pryder bykernen.
Marktzeuln ligger ved floden Rodach, hvor der ved en dæmning ligger to vandmøller: Angermühle til venstre og Heinzenmühle til højre, som i dag er et vandkraftværk.

### Bydele
- Marktzeuln
- Zettlitz
- Horb